# 加藤義男
加藤 義男（かとう よしお、1920年 - 1942年12月13日） は、日本の元アマチュア野球選手。岐阜県出身。

## 来歴・人物
岐阜商業（現・岐阜県立岐阜商業高等学校）在学中には、甲子園に5回出場し、優勝1回（1936年夏。ちなみに同校初優勝でもあった）、準優勝2回（1938年夏）、ベスト4・1回（1938年春）と活躍した。岐阜商時代は三塁手で、当時のチームメイトに松井栄造、加藤三郎、加藤春雄、森田定雄、国枝利通、大島信雄等、後に大学野球やプロ野球でも活躍した選手が何人もいる。
岐阜商業卒業後、南満州鉄道に入社。満鉄野球部でも三塁手として活躍したが、後に応召。1942年12月13日、ビルマ・ラングーン郊外で乗っていたトラックが横転し、野戦病院で手当を受けるも即死の状態であった。享年22。
東京ドーム内の野球殿堂博物館にある戦没野球人モニュメントに、彼の名前が刻まれている。